# Rachel Chavkin
Rachel Chavkin (Washington, 20 luglio 1980) è una regista teatrale statunitense.

## Biografia
Dopo le lauree all'Università di New York e alla Columbia University, ha fatto il suo debutto a Broadway nel 2017 alla regia del musical Natasha, Pierre & The Great Comet of 1812, per cui ha vinto l'Obie Award e il Drama Desk Award, oltre a ricevere una candidatura al Tony Award alla miglior regia di un musical. Vinse il Tony Award due anni dopo per la regia di Hadestown a Broadway, un musical che aveva già diretto in Canada e a Londra. Per la regia di Hadestown ha vinto anche il Drama Desk Award e l'Outer Critics Circle Award.